# Smæklaasen (film fra 1911)
 Ikke at forveksle med Smæklaasen (film fra 1908).
Smæklaasen er en dansk kortfilm instrueret af William Augustinus og efter manuskript af Arvid Ringheim.

## Medvirkende
- Axel Boesen
- Frederik Buch
- Elna From